# Veliki sundski otoci
Veliki sundski otoci su otočna grupa u indonezijskom otočju. Zajedno s malim sundskim otocima čine sundske otoke.
U grupu Velikih sundskih otoka ubrajaju se Borneo (indonezijski Kalimantan), Sumatra, Java i Sulawesi. Osim sjevernog dijela Bornea, to su glavni otoci Indonezije i čine njen najveći dio. Na Borneu je istočni dio Malezije i Brunej.
Ovi otoci tvore granicu između Tihog oceana odnosno njegovog rubnog južnokineskog mora i indijskog oceana. S 1,5 milijuna km² i oko 180 milijuna stanovnika riječ je o najvećoj otočnoj grupi na svijetu (samo je Grenland površinom veći).